# 태풍 게이 (1992년)
태풍 게이 (Typhoon Gay)는 1992년에 북서태평양에서 발생한 제30호 태풍이다. 5등급의 슈퍼 태풍(SSHS)이다. 마셜 제도, 캐롤라인 제도, 마리아나 제도, 괌, 일본, 알류샨 열도에 영향을 주었다.

## 같이 보기
- 1992년 태풍